# Цисець
Цисець (пол. Cisiec) — село в Польщі, у гміні Венґерська Ґурка Живецького повіту Сілезького воєводства.
Населення — 3289 осіб (2011).
У 1975-1998 роках село належало до Бельського воєводства.

## Демографія
Демографічна структура станом на 31 березня 2011 року:
|          | Загалом | Допрацездатний вік | Працездатний вік | Постпрацездатний вік |
| -------- | ------- | ------------------ | ---------------- | -------------------- |
| Чоловіки | 1644    | 363                | 1129             | 152                  |
| Жінки    | 1645    | 314                | 968              | 363                  |
| Разом    | 3289    | 677                | 2097             | 515                  |